# Chromatiaceae
Las Chromatiaceae son la familia principal de las sulfobacterias.  Se distinguen por producir glóbulos sulfurosos dentro de sus  células.  Son un intermediario en la oxidización del sulfito, que será últimamente convertido en sulfato, y puede servir de reserva.   Sus miembros se encuentran tanto en agua dulce como salina,  y muy  especialmente comunes en agua estancada en estanques.
- Datos: Q590356
- Multimedia: Chromatiaceae / Q590356
- Especies: Chromatiaceae